# Toques

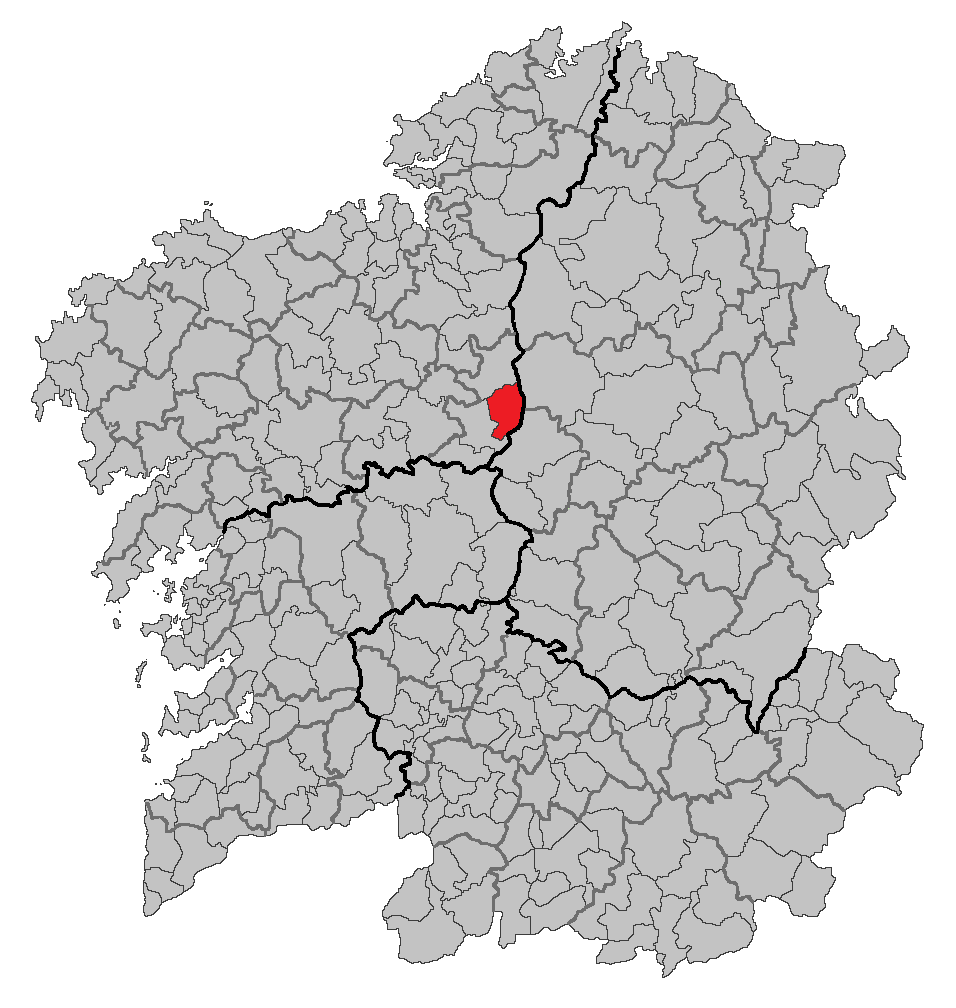
Localização de Toques

Toques é um concelho(em Galego concello) da Galiza na província da Corunha, e na comarca da Terra de Melide, de área 78,49 km² com população de 1 447 habitantes (2007) e densidade populacional de 19,49 hab/km².

## Patrimônio edificado
- Igreja de Santo Antolín de Toques, igreja pré-românica.

## Demografia
| Variação demográfica do município entre 1991 e 2004 | Variação demográfica do município entre 1991 e 2004 | Variação demográfica do município entre 1991 e 2004 | Variação demográfica do município entre 1991 e 2004 |
| --------------------------------------------------- | --------------------------------------------------- | --------------------------------------------------- | --------------------------------------------------- |
| 1991                                                | 1996                                                | 2001                                                | 2004                                                |
| 1956                                                | 1735                                                | 1580                                                | 1530                                                |